# کولان، کورنوال
کولان (به انگلیسی: Colan) یک روستا و محله مدنی در بریتانیا است که در کورنوال واقع شده‌است. کولان ۱٬۶۹۶ نفر جمعیت دارد.